# المنفذ العالمي
- هو برنامج تابع لخدمة الجمارك وحماية الحدود الأمريكية، يسمح للمرور بالموافقة المسبقة، إذ يحصل المسافرون ذوو الخطورة المنخفضة على تصريح سريع عند وصولهم إلى الولايات المتحدة عبر ممرات SENTRI وNEXUS، ومن طريق الأكشاك الآلية في مطارات محددة. و بدءًا من 4 مايو 2018، كان برنامج الدخول العالمي متاحًا في 53 مطارًا أمريكيًا، و15 موقعًا للتخليص المسبق.[1][2] بحلول أبريل 2018، سُجل أكثر من 5 ملايين شخص في Global Entry، [3] وقُدم نحو 50000 طلب جديد للبرنامج شهريًا.

## التاريخ
- خلال التسعينيات وأوائل العقد الأول من القرن الحادي والعشرين، قامت دائرة الهجرة والجنسية الأمريكية بتشغيل INSPASS (برنامج مسافر موثوق به مصمم للتكامل مع البرامج الكندية والأوروبية) في مطار جون كنيدي ونيوآرك. بينما تعمل INSPASS بنظام مماثل، إذ تعمل بالتعرف على المسافرين ببصمات أيديهم. أوقف البرنامج في عام 2002، عندما جرى دمج INC مع الجمارك الأمريكية، لتشكيل الجمارك وحماية الحدود الأمريكية.[4]
- نُشر برنامج الدخول العالمي في البداية في عدد صغير من المطارات، إذ تضمنت New York-jfk وWashington-Dulles وHouston-Intercontinental. بعد القبول الجيد من قبل المسافرين، وجرى توسيع البرنامج ليشمل لوس أنجلوس الدولية، وأتلانتا هارتسفيلد، وشيكاغو أوهير، ومطار ميامي الدولي. في مايو 2009، جرى توسيع عضوية Global Entry لتشمل المواطنين الهولنديين الذين هم أيضًا أعضاء في برنامج المسافر الموثوق به Dutch Privium ضمن تحالف (معبر عالمي سريع منخفض المخاطر - FLUX Fast Low-risk Universal Crossing). يُسمح الآن للأعضاء الحاليين في Global Entry بالتقدم للانضمام إلى برنامج Privium في مطار أمستردام شيفول الدولي، الذي يسمح بالدخول إلى منطقة شنغن. ويحق أيضًا لأعضاء NEXUS وSENTRI استخدام Global Entry.[5]

### 2020 تعليق سكان ولاية نيويورك.
- ملاذ المهاجرين في نيويورك (green light low) أو قانون الضوء الأخضر، الذي سُن في عام 2020، منعت DMV (وزارة ولاية نيويورك للسيارات) الولاية من مشاركة السجلات الجنائية مع الجمارك وحماية الحدود الفيدرالية (CBP) أو إدارة الهجرة والجمارك (ICE) دون أمر من المحكمة.[6] إذ توفر نيويورك رخص القيادة للمهاجرين غير المسجلين، كما تفعل أكثر من اثنتي عشرة دولة أخرى أيضًا، على الرغم من عدم فرض أي من هذه الولايات الأخرى قيودًا صارمة على وصول الحكومة الفيدرالية إلى سجلات DMV (وزارة ولاية نيويورك للسيارات).[7]

- استجابةً لهذا القانون، في 6 فبراير 2020، أعلنت وزارة الأمن الداخلي أنها ستمنع على الفور سكان ولاية نيويورك من التقدم بطلب أو تجديد برامج المسافر الموثوق بها، متضمنةً Global Entry. أثّر هذا على نحو 175000 من سكان نيويورك الذين ستنتهي عضويتهم في السفر الموثوق به في عام 2020 و80.000 من سكان نيويورك الآخرين الذين لديهم طلبات معلقة.[8][9][10] قالت إدارة ترامب إنها ستعيد الوصول إلى برامج المسافر الموثوق به إذا فتحت ولاية نيويورك سجلات DMV للحكومة الفيدرالية.

- نيويورك لم توافق مباشرةً على هذه الشروط. وفي اليوم التالي، وعد مسؤولو الدولة بمقاضاة إدارة ترامب. إذ قالوا إن الدعوى ستدفع بأن «تصرفات الحكومة الفيدرالية كانت تعسفية ومتقلبة، لم يوفر لسكان الولاية حماية متساوية وانتهك الحصانة السيادية للدولة»، حسب صحيفة نيويورك تايمز.[7] رفعت المدعية العامة لنيويورك، ليتيتيا جيمس، دعوى قضائية ضد مكتب الجمارك وحماية الحدود ووزارة الأمن الوطني في 10 فبراير.[8]
- ومع ذلك، في 12 فبراير، قال الحاكم أندرو كومو إنه سيمتثل لطلب إدارة ترامب. قال إنه سيقترح إما مشروع قانون تشريعي أو تغيير ميزانية ولاية نيويورك لمنح الحكومة الفيدرالية الوصول إلى بيانات السيارات في نيويورك، ولكن فقط لسجلات المتقدمين والأعضاء المسافرين الموثوق بهم،[8] وفقط على أساس كل حالة على حدة. في 13 فبراير، التقى كومو بترامب في البيت الأبيض، ولم يُكشف عن تفاصيل الاجتماع.[11]